# ディラン・シクラ
ディラン・シクラ（Dylan Sikura、1995年6月1日 - ）は、カナダ連邦オンタリオ州オーロラ出身のプロアイスホッケー選手。ポジションはセンター。KHLのトラクトル・チェリャビンスクに所属している。

## 経歴

### プロ入り前
オンタリオ・ジュニア・ホッケーリーグのオーロラ・タイガースで3年間プレーした後、2014年にノースイースタン大学に進学。同年6月のNHLドラフト全体178位でシカゴ・ブラックホークスから指名された。すぐにはプロ入りせず、大学で4年間を過ごした。
2017年は同年のスペングラーカップのカナダ代表に選出された。
2018年2月に開催された平昌オリンピックのアイスホッケーカナダ代表の候補にはなったが、最終的には選出されなかった。

### プロ入りとブラックホークス時代
2018年3月25日にブラックホークスと2年間のエントリーレベル契約にサインした。 直後の3月29日にウィニペグ・ジェッツ戦でNHLデビューを果たした。このデビュー戦で2アシストを記録している。 
2018-19シーズンは、下部リーグのアメリカン・ホッケー・リーグ(AHL)のロックフォード・アイスホッグズで開幕を迎えた。12月にブラックホークスに招集され、NHLで11試合に出場。その後再びAHLロックフォードへの配属となった。同シーズン中、2月に再びブラックホークスに招集され、結果としてシーズン・トータルでNHLでは33試合に出場した。 オフの2019年6月28日にブラックホークスと2年間の契約延長に合意。
2019-20シーズンは2020年1月5日のデトロイト・レッドウィングス戦で、自身初のNHLでのゴールを記録した。 

### ゴールデンナイツ時代
2020年9月28日にブランドン・ピリーとのトレードでベガス・ゴールデンナイツへ移籍した

### アバランチ時代
2021年7月29日にコロラド・アバランチと1年2ウェイ契約を結んだ。開幕はAHLのコロラド・イーグルスで迎えた。

### ヨーロッパ時代
2023年9月にSHLのシェレフテオAIKと1年契約を結んだ。主にレフトウィングとして49試合に出場し、26ポイントを記録。プレイオフでもチーム2位の9ポイントを挙げ、10年ぶりとなるクラブのプレイオフ優勝に貢献した。2024年9月にKHLのトラクトル・チェリャビンスクとの1年契約に合意した。

## 人物
兄のタイラーもかつてAHLでプレーしたアイスホッケー選手である。父方の祖父は1950年代にチェコスロバキアからカナダに移住したスロバキア人。母方の祖父はカナダ日系文化会館の館長も務めたヘンリー・ノブユキ・エダムラ。母方の祖母はバンクーバー出身の日系カナダ人であるシャーリー・ミツコ・コバヤシ。ディランはスロバキアと日本の混血である。 

## 詳細情報

### 背番号
- 95（2017年 - 2020年）
- 15（2020年 - 2021年）
- 9（2021年 - 2023年）
- 29（2023年 - 2024年）
- 19（2024年 - ）

### 代表歴
- 2017 スペングラーカップ カナダ代表